# Championnats d'Asie de VTT 2019
Navigation
Édition précédente Édition suivante
Les Championnats d'Asie de VTT 2019 ont lieu du 25 au 28 juillet 2019 à Kfardebian au Liban pour le cross country et la descente et le 27 octobre 2019 à Jakarta en Indonésie pour le cross-country eliminator.

## Résultats

### Cross-country
| Épreuves               | Or                                                       | Argent                                                                              | Bronze                                                                                  |
| ---------------------- | -------------------------------------------------------- | ----------------------------------------------------------------------------------- | --------------------------------------------------------------------------------------- |
| Hommes élites          | Ma Hao                                                   | Kohei Yamamoto                                                                      | Lyu Xianjing                                                                            |
| Hommes moins de 23 ans | Temirlan Mukhamediyanov                                  | Ali Zohrabzadeh                                                                     | Mino Kim                                                                                |
| Hommes juniors         | Issei Matsumoto                                          | Sohei Yamaguchi                                                                     | Hong Hang                                                                               |
| Femmes élites          | Yao BianWa                                               | Yao Ping                                                                            | Li Hongfeng                                                                             |
| Femmes moins de 23 ans | Rina Matsumoto                                           | Natalie Panyawan                                                                    | Urara Kawaguchi                                                                         |
| Femmes juniors         | Wu Zhifan                                                | Akari Kobayashi                                                                     | Yonthanan Phonkla                                                                       |
| Relais mixte           | Chine Yuan Jinwei Li Hongfeng Wu Zhifan Hong Hang Ma Hao | Japon Issei Matsumoto Rina Matsumoto Ari Hirabayashi Akari Kobayashi Kohei Yamamoto | Iran Farzad Khodayari Ali Labib Shotorban Mahsa Maviz Faranak Partoazar Ali Zohrabzadeh |

### Cross-country eliminator
| Épreuves      | Or                      | Argent        | Bronze                |
| ------------- | ----------------------- | ------------- | --------------------- |
| Hommes élites | Riyadh Hakim Bin Lukman | Zaenal Fanani | Phunsiri Sirimongkhon |

### Descente
| Épreuves | Or                  | Argent                  | Bronze                |
| -------- | ------------------- | ----------------------- | --------------------- |
| Hommes   | Methasit Boonsane   | Hossein Zanjanian       | Chiang Sheng Shan     |
| Femmes   | Vipavee Deekaballes | Chatkamnoed Siraphatson | Tiara Andini Prastika |